# Siniolchu
Siniolchu – szczyt w Himalajach w masywie Kanczendzongi.
Szczyt został po raz pierwszy zdobyty w 1936 przez wyprawę niemiecką.